# Donzère

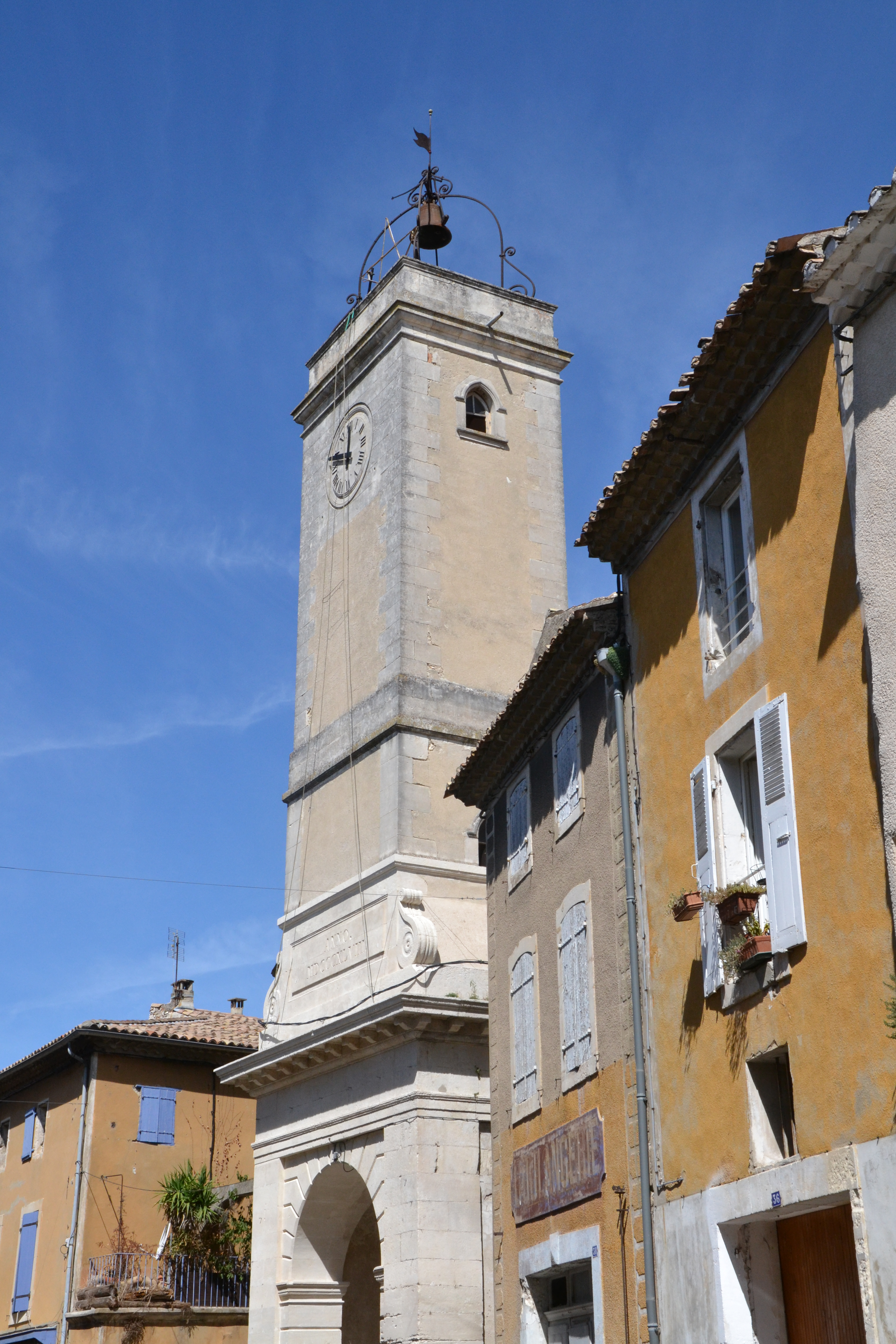
Dzwonnica w Donzère, 2011

Donzère – miejscowość i gmina we Francji, w regionie Owernia-Rodan-Alpy, w departamencie Drôme.
Według danych na rok 1990 gminę zamieszkiwało 4265 osób, a gęstość zaludnienia wynosiła 133 osoby/km² (wśród 2880 gmin regionu Rodan-Alpy Donzère plasuje się na 200. miejscu pod względem liczby ludności, natomiast pod względem powierzchni na miejscu 184.).